# Pop Gates
William P. "Pop" Gates (nacido el 30 de agosto de 1917 en Decatur, Alabama y fallecido el 2 de diciembre de 1999 en Nueva York, Nueva York) fue un jugador y entrenador de baloncesto estadounidense que jugó en la NBL y ABL, además de en equipos de exhibición como los New York Rens y los Harlem Globetrotters, en los que ejerció como jugador-entrenador. Con 1,88 metros de estatura, jugaba en las posiciones de base y alero.

## Trayectoria deportiva
A pesar de nacer en Decatur, se crio en las calles de Harlem, jugando a baloncesto con chicos siempre mayores que él. Llevó al equipo de la Benjamin Franklin High School al campeonato estatal en 1938, y tras un breve paso por la Universidad Clark Atlanta, en 1939 se unió a los New York Rens, un equipo de exhibición formado únicamente por jugadores afroamericanos.
Jugó con los Rens y con los Washington Bears el World Professional Basketball Tournament, disputando en tres ocasiones la final, y ganando el torneo en 1939 y 1943. Promedió en esas tres finales 12,3 puntos, siendo incluido en el mejor quinteto en 1940 y 1943.
En 1946 fichó por los Tri-Cities Blackhawks, siendo uno de los cuatro únicos jugadores negros que compitieron esa temporada en la NBL. Se vio envuelto en un episodio desagradable en un partido contra Syracuse Nationals, al tener una pelea con el jugador Chick Meehan de los Nats. A raíz de aquello, los cuatro jugadores afroamericanos de la liga, Gates, Dolly King, Willie King y Bill Farrow, que jugaban en cuatro equipos diferentes, fueron expulsados de la liga.
En 1948 actuó como jugador-entrenador con los Dayton Rens de la NBL, convirtiéndose en el primer entrenador de raza negra en un equipo profesional de baloncesto en Estados Unidos.
Tras juar una temporada con los Scranton Miners de la ABL, en 1950 se unió a los Harlem Globetrotters como jugador-entrenador, permaneciendo cinco años en el equipo, coincidiendo con jugadores míticos de los Trotters como Goose Tatum, Marques Haynes y Sweetwater Clifton.